# 志布志站
志布志站（日语：／ Shibushi eki */?）是位於鹿兒島縣 志布志市志布志町 志布志，屬於九州旅客鐵道（JR九州）日南線的鐵路車站，是該線的終點站。過去日本國有鐵道（國鐵）的志布志線和大隅線的列車皆在本站停靠。
本站與鄰站大隅夏井站是日南線內唯二位於鹿兒島縣的車站，也是JR九州宮崎支社管轄範圍的非縣內站。

## 車站結構
本站為側式月台1面1線與4條側線的地面車站，夜間有2班列車留置。本站現時的站房與月台是在志布志線和大隅線廢除後的1990年（平成2年）建設專供日南線使用的。站房與終點站月台形成一個直角。而站房與月台則使用舊站構內的貨物處理用側線建設，比起舊站房的場所東移了約100公尺。因此日南線在起點側（大隅夏井站方向）短了約40公尺。

## 歷史
- 1925年3月30日：志布志線由大隅松山伸延至本站，為該線終點站[4]。
- 1935年4月15日：志布志線本站至榎原之間開通[5]。
- 2025年3月30日，志布志站舉辦車站啟用100周年的紀念活動[6][7]。

## 相鄰車站
九州旅客鐵道
日南線
■快速「日南Marine號」（只限到着列車）、■普通
大隅夏井－志布志

### 曾經存在的路線
日本國有鐵道
志布志線
中安樂－志布志
大隅線
志布志－菱田

## 軼事
2025年春季JR青春18車票的宣傳海報，是以本站與大隅夏井站之間線路景色為背景。

### 延伸閱讀
- . 週刊朝日百科. 44号 宮崎駅・都城駅・志布志駅ほか80駅. 朝日新聞出版. 2013-06-23.

## 外部連結
- JR九州 － 志布志車站 （页面存档备份，存于）（日語）